# Копривщенски чешми
 Тази статия е за чешмите в Копривщица.  За съоръжението вижте Чешма.  
Без Копривщенските чешми духа и облика на града и неговите улици би бил съвсем различен – на тях е изписана историята на града в години и имена, отдавна отминали, но останали вдълбани в камъка от който са градени. На лицата на някои чешми са оформени паметни надписи: „Пийни, пази и благослови Копривщица“ и „За вечен спомен и душевно спасение“ както и „изтоникъ сей“ (този източник) построи ... и следва името на дарителя или в някои случаи – на майстора. Копривщенските чешми са градени както от местният сивозелен гранит, така и от най-обикновен камък а за текста понякога се използва и мрамор. Когато една чешма е рухвала под ударите на времето, надписът е съхраняван и взиждан в нова постройка.
Чешмите в град Копривщица имат имена – на дарителя, с чието иждивение (разноски, разходи) е построена, или указва характерна черта на инициатора на построяването. Някои от споменаваните имена на чешми са: Бобева, Владикова, Керекова – най старата от всички, Чалъкова, Десьовска, Моравенова, Циганска, Пипалова, Хадживълкова, Мирчова, Бенева, Попстоянова, Нешко, Райновец, Арнаутец и мн. други.
Копривщенци градят чешми не само в града, но и в посещавани местности в околността. Вода тече от улуците на построените чешми в околностите на в. Белия камък („Чатал чучур“), Чардашко дере („Путка чучур“), Рошава могила а има и няколко по пътя водещ към в. Богдан и по поречието на Петрешка и Бяла река („Бялата вода“, „Стърчи крак“ и „Осмицата“) и по пътя за град Стрелча.

## Някои по-забележителни чешми

### Чешми в махала „Бяло камъне“
Керекова чешма – построена е от рода Керекови през 1751 г. и е отбелязана със Соломонов печат, поставен като знак на майсторите и с цел да бъде предпазена от разрушаване. Друга украса тук са контурно изсечените стомна и бъклица с цветя, а на корниза в хоризонтално положение са оформени релефно женска фигура в ляво и мъжка – в дясно. Смята се, че това е остатък от традицията за символично вграждане на сянка в основите на градежа. Намира се в центъра на града на границата между Арнаут махала и Бяло камъне, срещу едноименния мост.
Любчова чешма – намира се в подножието на парка „Баркиш“ и е построена през 2001 г. Силата на струята варира и за това след дъжд тя прехвърля коритото и излиза извън него. Дължината на чучура е 15 см. и има формата на човешки устни и е изработен от бронз. Над паметните надписи има издълбан барелеф с лика на Любен Йовков.
Неда чешма – разположсна е в една от „кривите“ (отбивки) улички на ул. „Георги Бенковски“ и се намира на малко, затревено площадче, в подпорна стена. Височината и се променя между 195 и 163 см. Ремонтирана последно е през 2004 – 2005 г. Според битуващи легенди в градежа е вградено ято бели гъски, минаващи над града, чиито духове излизат нощем и плашат местните жители. Те излъчвали ослепителна бяла светлина и хората избягвали да минават от там след залез и преди изгрев слънце.
Чешма „Георги Бенковски“ – вградена е в дувара на родната къща на войводата през 1971 г. Разположена е на ул. „Георги Бенковски“.
Джоголанова чешма – благодарение на направена от Димитър Бучински илюстрация, може да се види как е изглеждала чешмата, след катао вече е несъстествуващата. Построена е през 1810 г. и е съборена при ремонт на западната фасада на едноименната къща, през 1962 г.

### Чешми в„Ламбовска махала“
„Райновец“ – построена от женското благотворително дружество „Благовещение“ през 1901 г. Намира се на малък площад наречен „Изгорът“ или „Жупата“, на кръстопътя на улица „Константин Доганов“, ул. „Георги Тиханек“ и ул. „Полковник Кесяков“, на кратко разтояние на запад от архитектурния комплекс Доганови къщи.
Пейовска чешма – строена е от ръцете на хаджи Геро Добрович през 1826 г. и е вградена в оградният дувар на родната къща на Евлампия Векилова, срещу моста на Сурля дере, носещ същото име – Пейовски мост. Други ктитори на този градеж са ван Винценц Киферълкович Герганоолу и Нешо Тодорович Чалъкоолу. Фасадата е сравнително малка: височина 185 см., широчина 143 см.

Михаил-Маджарова чешма – построена 1947 г., намира се в подножието на Маджаровият парк и бюст-паметника на Михаил Маджаров, дарен на храм Успение на Света Богородица, почти в края на улица Геренилото.
Чешма в чест на Рашко Маджаров и кооперативното водоснабдяване в града и региона. Намира се в парка на площад „20-ти Април“.
Гаврилова чешма – в източният зид на храма Успение на Света Богородица се намира източник граден от архимандрит Гаврил, калугер от Рилския манастир. За Ктитора, построил чемата има много малко данни. Сама тя е запазена частично, като от нея са останали тридесетина каменни блока с разнообразна форма, разположени под ктиторския надпис. Липсва коритото най-отдолу, като са останали само два асиметрично разположени отвора, предназначени за липсващите тръби. Самата чешма не е била свързвана нито с градската, нито с локалната канализация.
Панекова чешма – изградена е на малко площадче в близост с едноименната фурна. Фасадата и не е от масивни, а е от малки каменни плочи. Те оформят контур и свод с много дъги, стигащ до най-горния ред камъни, завършващи корниза на чешмата. Фасадата е разделена на две части от хоризонтален изпъкнал ред камъни, разположени под свода и. Те са доукрасени със синджироподобен фриз, допълнен с релефен образ на разцъфнало цвете с осем венчелишчета. Чешмата няма ктиторски надпис и за това нейната история е малко неясна.
Безименна чешма – плътно опряна в оградния зид на една къща, на ъгъла на улиците „Геренилото“ и „Димчо Дебелянов“. Строена е през 1958 г., вероятно по поръчка на държавата (Община Копривщица). Украсена е със стилизиран гълъб и Соломонов печат.
Бенева чешма – вградена в оградния зид на Бенева къща и гледа на изток към река Тополница. Строена е през 1850 г., но по външен вид прилича на по-старите от нея Керекова чешма, но още повече на Джоголановата чешма. Изградена е от 53 камъка, направени от сивозелен гранит и е украсена с два Соломонови печата.
Палавеева чешма – паметна плоча и чешма в чест на Йоаким, Георги, Веселин и Александър Груеви, дарили на училищното настоятелство през 1910 г. двора си за построяването на Климатичния пансион. Плочата е поставена на източният ограден зид на пансиона по инициатива на Дирекция на музеите. Чешмата е съградена с иждивението на Ненчо Палавеев.

### Чешми в„Средна махала“
Чалъкова чешма – построена е от Вълко Чалъков през 1840 г. и се намира в близост на паметния мемориал „Първа пушка“ срещу Чалъковия мост, който също е над Бяла река.
Чалъкова чешма – построена е от Нешо Т. Чалъков през 1825 г., прекръстена по-късно на Десьовска, намира се до Чалъковата къща, роден дом на Вълко и Стоян Чалъкови точно срещу Десьовската къща на ул. Любен Каравелов. В двора на Чалъковата къща също има чешма от 1826 г. със стилизирани кипариси за украса.
Моравенова чешма – Построена е през 1843 година от прочутия по онова време Уста Гавраил от Одрин със средства на ктиторите Рашко и Петко Моравенови. Има релефна фигурка на гълъб, риба и езически символи свързани в композиция, изобразяваща змия в движение, която е уловила жаба. Чешмата е вградена в зида на храм Свети Николай, на границата на Средна и Тороман махала.
Попстоянова чешма – строена на 28 юни 1857 година. Чешмата се явява поредната построена с иждивението на Тодор Мирчов и се намира непосредствено зад кооперативния пазар, на ул. Любен Каравелов.
Мирчова чешма – Построена е от копривщенеца Тодор Мирчов през 1857 г. и е най-голямата от всички в Копривщица. Намира се на улицата непосредствено над зданието на гимназия „Любен Каравелов“.
Чешма пред пощата на пл. „Петко Каравелов“, строена по времето на Драгоя Татарлиев (1981 – 1985).

### Чешми в„Арнаут махала“
„Арнаутец“ – построена е през 1922 г., скромна чешма изградена от обикновени недялани камъни без допълнителна украса от името на Лука Ив. Брайков и е първа по поречието на река Петрешка.
Чешма-паметник на Дончо Ватах войвода – построена от Дирекция на музеите през 1970 г., в памет на 110 г. от гибелта на войводата.
„Хаджи-Иванчова“ чешма – наречена така поради това, че е залепена за Хаджи-Иванчовата къща, строена за Иванчо Брайков Хаджинейков. По тази причина понякога е наричана и „Хаджи-Ннейкова“ чешма.
„Сълзица“ – намира се почти извън града – току до последните къщи на Арнаут махала. През 2004 г. мястото е благоустроено от Рале Г. Дойчев – поставен е малък, метален мост, свързващ водоизточника със сравнително равния бряг на река Петрешка. На малката тераса, на която е съградена тя има аранжирани маси и пейки, предназначени за отмора. Срещу чешмата се намират останките от някогашния плувен басейн.

### Чешми в „Тороман махала“
Хаджийска чешма – макар и точната дата на съграждането и да не е известна, със сигурност се знае, че може да бъде датирана за периода 1751 – 1793 г. Това я прави заедно с чешмите Нешка, Вацла, Керека и Бенева чешма един от запазените екземпляри от XVIII век. Ктиторският надпис на изтоника е написан не на специален камък, а е директно положен върху фасадата и. По други сведения е градена през 1808 г.
Джамбазова чешма – една от построените от ловно-рибарската дружинка на копривщенци. Градена е в памет на Ненко Джамбазов през 1981 г., което се вижда от паметния надпис. Намира се на южния бряг на Райново дере, където е границата на махалата, а да се стигне до нея може само като се върви по улицата до руслото на дерето. Зидана е с разнообразни по форма и големина камъни и си прилича с подобния градеж на ловно-рибарската дружинка, „Бялата вода“ в Ламбовска махала.

### Чешми в околностите на града
Палавеева чешма – чешма от хаджи Ненчо Палавеев – по пътя за София, прекръстена на „Чешма в чест на партизаните“. Намира се встрани от шосето за гарата, между чешмите „Войводенец“ и „Трудовака“.
„Трудовака“ – старата украсена с барелеф на войник с кирка – строена от войници от Трудовата повинност, командвани от Георги Георгиев Биков, около 1930 г., след времето на Александър Стамболийски, във връзка със строежа на стария, вече не функциониращ път Копривщица – Пирдоп. Новата чешма от 1976 г., в която тече водата от старата чешма е издигната в чест на 100 годишнината на Априлското въстание и се намира на строеното през 1971 г. ново трасе за град Пирдоп.
Чешма „Баба Невена“ – построена е през 2007 г. от изработилият десетки чешми в града и околностите му Евгени Самодивеков. Намира се на около 6 км. по пътя за Пловдив, в непосредствена близост с паметника на унтер-офицер Аврелиян в м. Джафарица.
Чешма „Отец Паисий“ – строена през 1938 г. в памет на народния будител Отец Паисий, намира се в района на Кучешки дол, десен приток на река Шириней. Строена от търговеца Георги Драгиев Ломев. През 2000 г. е възстановена от Евгени Самодивеков – Гацо.
Стърчи крак – възстановена е през 1942 г. по поречието на Бяла река в посока на Миризливата скала и Каравелова поляна. Намира се на стръмния десен бряг на реката, на северния склон на вр. Свети Георги. Дарител на реставрацията на чешмата е Вельо И. Карагьозов.
Фитлекова чешма – намира се на около 500 м. от новите гробища в посока на вр. Богдан. Построена е през 1994 г. от сивозелени морени. Те образуват парк, от който започва западния склон на вр. Кукувица. Издигната е в памет на Рашко Фитлеков от децата му.
„Войводенец“ – намира се на приблизително 400 м., северно от града, по пътя водещ към гара Копривщица и София, южно в подножието на вр. Свети Димитър и мястото на провеждане на Националния събор на българското народно творчество. На това място още от стари времена се е намирала чешма с това име. За този източник е полагал грижи протойерей Михаил Маджаров (1784 – 1869) от църквата Успение Богородично. В негова памет през 1932 г., неговия признателен внук, носещ името му – Михаил Маджаров (1854 – 1944) прави цялостно обновяване на постройката. Той съгражда изцяло нова фасада, запазена през годините и до сега.
Бобева чешма – една, на която възраста е неизвестна, но стари хора твърдят, че е преживяла пет поколения. Намира се на пет километра от Копривщица, вдясно от пътя за Барикадите. Строена е от Бобе Яков, вероятно в памет на свои близки и приятели, убити от турците или загинали по време на чумните епидемии. Изработена е от необработен сивозелен гранит и има близка до пирамида форма.
Партизанска среща – северно от м. Скумсале, близо до шосето Стрелча – Копривщица, в ляво от него.

## Украса на чешмите в Копривщица
Соломоновият печат присъства върху много от копривщенските възрожденски каменни чешми в България. Тъй като не става дума за декоративен или конструктивен елемент или розета, както погрешно е разглеждан в някои случаи е естествен въпросът по каква причина намира приложение в много от обществените постройки в града. Смята се че това е символ на майстори-масони. Членовете на ложата са се ползвали с привилегии в Османската империя, а наличието на Соломоновият печат предпазва градежа от разрушаване.
Освен споменатият вече Соломонов печат, друг често употребяван графичен символ е и Свастиката. Тя е знак на огъня и движещото се Слънце, заради кръстовидно разположените стъпала, които наподобяват безконечното движение на светилото по небесният свод. Копривщенските чешми редовно са украсявани с въжеобразен фриз, разделящ разположената отгоре част с описателния текст, от нишата (пезул), предназначена за черпака, от който се пие вода и чучура. Всички тези елементи са разполагани в плитка ниша в характерният за копривщанските постройки бароков стил. Рамката на тези ниши е допълвана с езически символи във вид на жаба, риба, змия или гълъб. Най-отдолу има дренажно корито предназначено за водопой на добитъка.
Рибата в християнското изкуство е свързвана с името на Иисус Христос, змията, захапала жаба е свързана с поверието за опазване на водите на изворите. С Копривяица са свързвани вярвания, че всяка вода има свой стопанин и закрилник. Този пазител не прави злини на хората, а те от своя страна не му посягат и гледат да не го гневят. Поверия разказват за излизащи от изворите големи змии с човешки глави и с крила. Над други пък се явявал голям бял овен или птица, а понякога и самодиви дошли да се къпят и решат косите си.
Изпълнението на ритуалът „Вграждане на сянка“ при копривщенските чешми е заменено (поради отричането му, като свързан с насилие и проливане на човешка кръв) с вграждане на различни дребни домашни животни или техните сенки. Това води до изобразяването на стилизирани животински фигури, а при Керековата и Джоголановата чешма до човешки фигури, разположени хоризонтално.
Водоизточниците са градени по такъв начин, че от тях да лъха тайнственост, усилвана от светлосенките, белязани от деня върху камъка и сивозелената патина по чучурите. Чучурите неизменно са поставяни толкова ниско, че човек трябва да се наведе и ниско да се поклони на водата, и едва тогава да утоли жаждата си.